# Cima del Prete

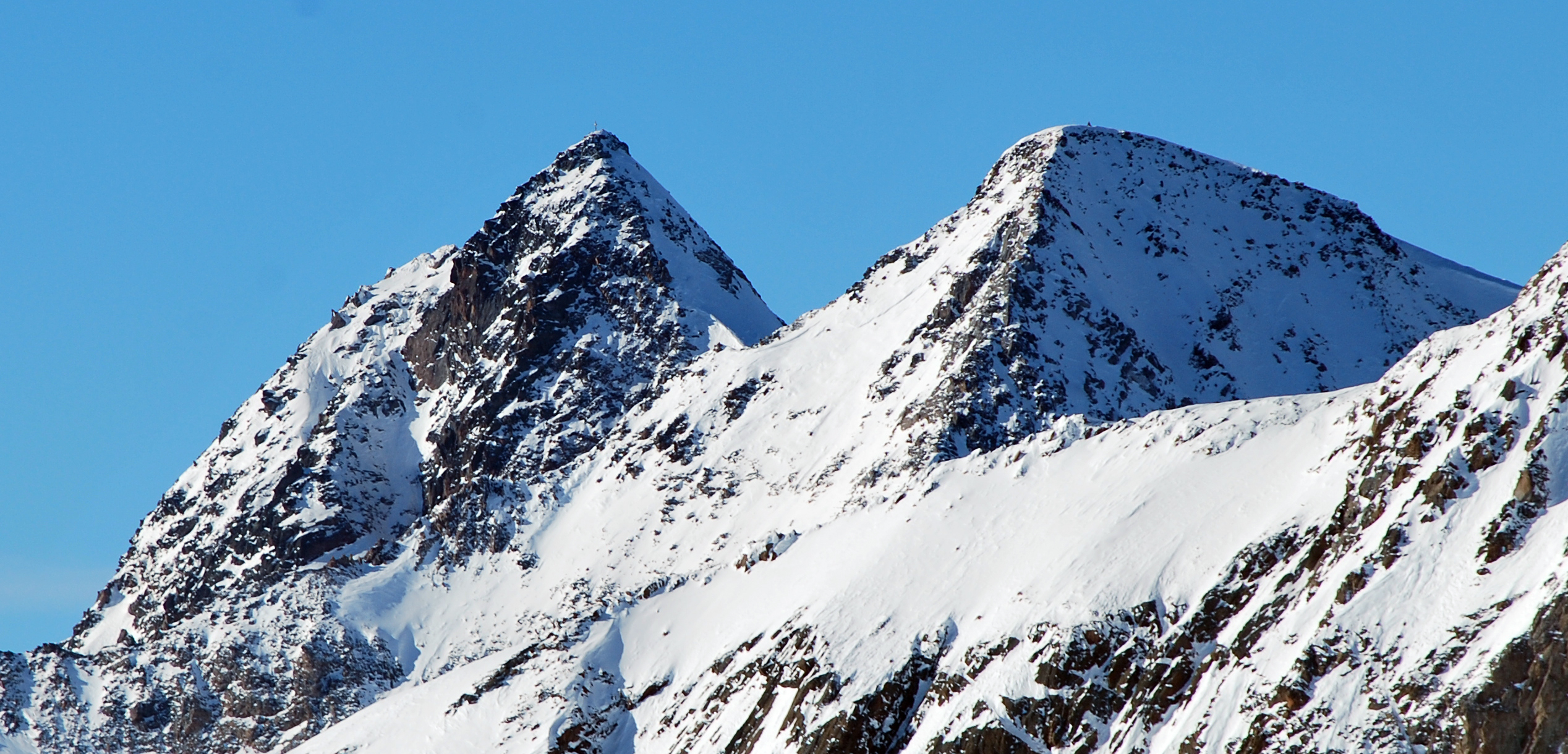
Il Pan di Zucchero a sinistra e la Cima del Prete a destra.

La Cima del Prete (3.458 m s.l.m. - Wilder Pfaff in tedesco) è una montagna delle Alpi dello Stubai nelle Alpi Retiche orientali. Si trova lungo la linea di confine tra l'Italia e l'Austria.
Si può salire sulla vetta partendo dal Rifugio Cima Libera (3.145 m) e la Cima del Prete può essere punto di passaggio per salire sul più alto Pan di Zucchero.